# Руда (Буський повіт)
Руда (пол. Ruda) — село в Польщі, у гміні Ґнойно Буського повіту Свентокшиського воєводства.
Населення — 108 осіб (2011).
У 1975—1998 роках село належало до Келецького воєводства.

## Демографія
Демографічна структура на день 31 березня 2011 року:
|          | Загалом | Допрацездатний вік | Працездатний вік | Постпрацездатний вік |
| -------- | ------- | ------------------ | ---------------- | -------------------- |
| Чоловіки | 63      | 14                 | 40               | 9                    |
| Жінки    | 45      | 9                  | 21               | 15                   |
| Разом    | 108     | 23                 | 61               | 24                   |